# آروو یاکسون
آروو یاکسون (استونیایی: Arvo Jaakson؛ زادهٔ ۱ ژانویهٔ ۱۹۴۲) سیاستمدار و نماینده سابق اهل استونی است.